# Leucophenga magnornata
Leucophenga magnornata är en tvåvingeart som beskrevs av Bachli 1971. Leucophenga magnornata ingår i släktet Leucophenga och familjen daggflugor. Inga underarter finns listade i Catalogue of Life.